# مولود نورة
مولود نورة (من مواليد 30 ديسمبر 1982) هو لاعب رياضي جزائري بارالمبي. متخصص في رياضة الجودو، مثل بلاده الجزائر في دورة الألعاب البارالمبية الصيفية 2008، وايضاً مثل الجزائر في دورة الألعاب البارالمبية الصيفية 2012، وفي دورة الألعاب البارالمبية الصيفية 2016. فاز بميداليتين: الميدالية الذهبية في منافسات وزن 60 كجم للرجال في عام 2008 وواحدة من الميداليات البرونزية في منافسات وزن 60 كجم للرجال في عام 2012.

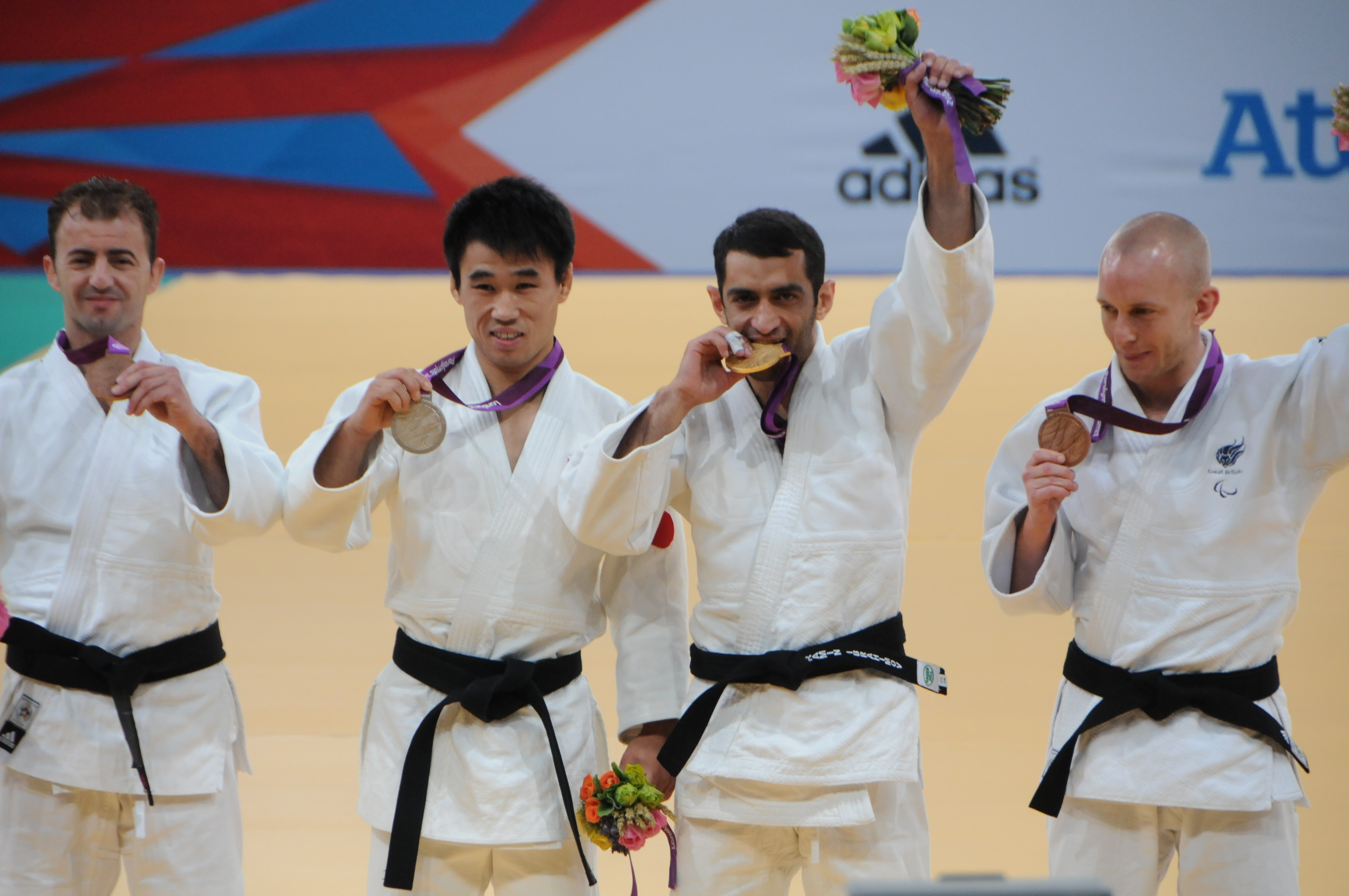